# Dachs IV

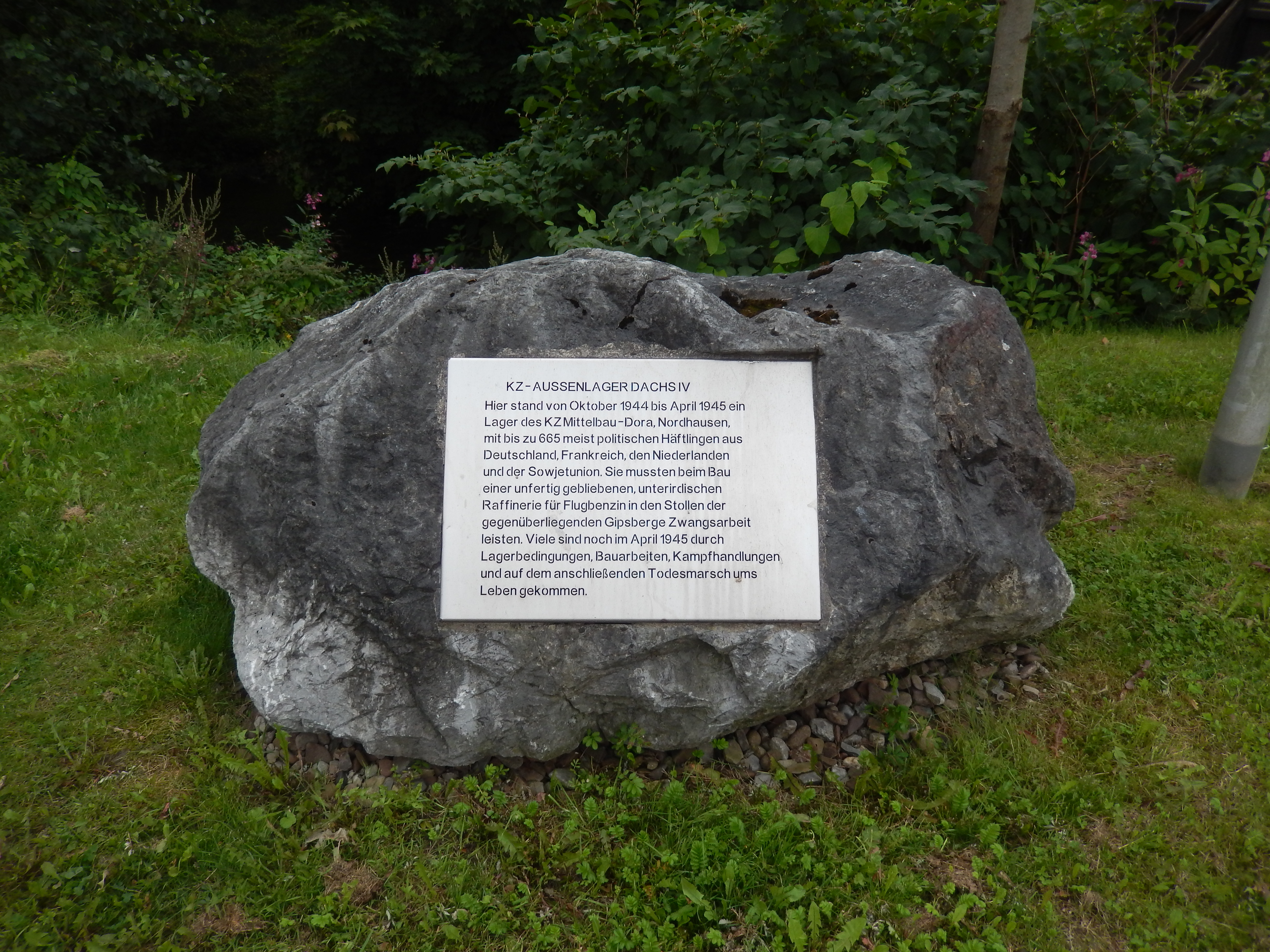
Gedenkstein für das KZ-Außenlager

Bei dem Projekt Dachs IV handelt es sich um eine geplante Untertageverlagerung einer Schmierölraffinerie zur Verarbeitung von Rückständen der Erdöldestillation in einem Gipssteinbruch am Stadtrand von Osterode am Harz. Diese U-Verlagerung gehörte zum sogenannten Geilenberg-Programm (Mineralölsicherungsplan) und der Deckname lautete „Basalt“. Im Rahmen des Mineralölsicherungsplanes waren neun Raffinieranlagen Projekt Dachs I bis IX geplant. Das Projekt hatte zum Ziel, eine Raffinerie der Rhenania-Ossag (heute Royal Dutch Shell) aus Hamburg unterirdisch im Gipssteinbruch aufzubauen. Mit dem Bau der Stollenanlage, die 17.000 m² groß werden sollte, wurde im Oktober 1944 begonnen. Die zur Zwangsarbeit herangezogenen Häftlinge kamen zur Arbeit aus dem KZ-Außenlager Sösegrund des KZ Mittelbau-Dora. Die Anlage wird teils auch fälschlich als Hydrierwerk bezeichnet.
Zum Ende des Zweiten Weltkrieges wurden die Arbeiten am Projekt Dachs IV am 21. März 1945 abgebrochen. Zu diesem Zeitpunkt waren von der projektierten Anlage etwa 1.300 Meter Stollen mit rund 8.000 m² Fläche geschaffen worden. Technische Gerätschaften waren noch nicht installiert. In den letzten Kriegstagen diente das verlassende Stollensystem als Luftschutzanlage für die ortsansässige Bevölkerung.